# Kanton Écueillé
Écueillé is een voormalig kanton van het Franse departement Indre. Het kanton maakte deel uit van het arrondissement Châteauroux. Het werd opgeheven bij decreet van 18 februari 2014 met uitwerking op 22 maart 2015.

## Gemeenten
Het kanton Écueillé omvatte de volgende gemeenten:
- Écueillé (hoofdplaats)
- Frédille
- Gehée
- Heugnes
- Jeu-Maloches
- Pellevoisin
- Préaux
- Selles-sur-Nahon
- Villegouin